# Ornithobakterióza drůbeže
Ornithobakterióza drůbeže je respirační onemocnění hrabavé drůbeže vyvolávané bakterií Ornithobacterium rhinotracheale. Je charakterizováno zhoršeným růstem, zvýšenou mortalitou, zánětem průdušek, plic, pohrudnice a vzdušných vaků. Ekonomický význam se projevuje zejména v rozmnožovacích chovech drůbeže.

## Historie a výskyt
Izolace a identifikace bakterií Ornithobacterium rhinotracheale (ORT) je poměrně obtížná, proto se podařilo její etiologickou úlohu v respiračním onemocnění kura a krůt prokázat teprve nedávno (Vandamme et al., 1994). Bakterie se pravděpodobně vyskytovala v chovech hrabavé drůbeže i dříve, jako sekundární nebo oportunní patogen. Již v roce 1981 byla izolována u 5týdenních krůt s respiračními příznaky, ale byla označena jako Pasteurella-like organismus (Hinz et al., 1994). Podobně byly identifikovány další izoláty získané z postižených chovů krůt nebo kura domácího v Anglii, Izraeli, USA či Jižní Africe. V některých případech bylo onemocnění také považováno za mírnou formu cholery. Výskyt infekce Ornithobacterium sp. u drůbeže je pravděpodobně celosvětový.

## Příčiny nemoci (etiologie)

### Morfologie a kultivace
Bakterie Ornithobacterium rhinotracheale je gramnegativní, pleomorfní a nepohyblivá tyčinka průměrné velikosti 0,2-0,9 x 1-3 µm. Je mezofilní, s chemoorganotrofním metabolismem. ORT roste mikroaerofilně nebo anaerobně, nejlépe ale v prostředí s 7,5-10 % CO2, v rozmezí teplot 30–42 °C na krevním nebo čokoládovém agaru z ovčí nebo koňské krve. Po 48 hod inkubaci vznikají drobné (v průměru 1-2 mm), kulaté, konvexní a šedobílé kolonie. Kolonie po 24 hod růstu jsou velmi malé (< 1 mm), takže mohou být přehlédnuty nebo maskovány přerůstajícími kontaminujícími bakteriemi, zejména E. coli. Přídavek gentamicinu nebo polymyxinu do agaru působí selektivně. Na MacConkeyově agaru ORT neroste.

### Biochemické a antigenní vlastnosti
Ornithobacterium sp. je kataláza negativní a oxidáza pozitivní. Většina izolátů fermentujeglukózu, galaktózu, laktózu, maltózu a fruktózu; nefermentuje inozitol, rafinózu, sorbitol, tehalózu a xylózu. Produkuje hyaluronidázu, močovinu variabilně. Indol neprodukuje, želatina není hydrolyzována. K charakterizaci izolátů lze používat komerční diagnostické systémy API-NFT a API-ZYM. Pomocí precipitace v agarovém gelu bylo identifikováno 7 rozdílných sérotypů (A-G).

## Vznik a šíření nemoci (epizootologie)
Infekce bakterií Ornithobacterium sp. se přirozeně vyskytují u kura domácího a krůt. Existují také informace o izolaci O. rhinotracheale z havranů, koroptví, orebic, bažantů a holubů.Mortalita v postižených hejnech hrabavé drůbeže se obvykle pohybuje mezi 2-11 %. Průběh nemoci je zhoršován konkurentními infekcemi, imunosupresí hostitele a stresy prostředí. Výskyt infekce je relativně častější u dospívající a dospělé drůbeže a také u masného typu kura v porovnání s drůbeží nosného typu. Problémem může být zejména v chovných hejnech. Podle virulence původce může infekce probíhat jako primární nebo sekundární onemocnění, případně i jako subklinická infekce. Mláďata imunních rodičů mají pasivní protilátky.

## Projevy nemoci (symptomatologie)
Onemocnění se projevuje různě intenzivními respiračními příznaky, které u krůt silně připomínají bordetelózu nebo pneumovirovou rhinotracheitidu. Ojediněle se mohou vyskytovat i lokomoční poruchy.
Infekce ORT se mohou vyskytovat i u 3-6týdenních výkrmových kuřat, u kterých se projevují mírnými respiračními příznaky (rýma, kýchání), poněkud zvýšenou mortalitou a vyššími konfiskacemi na porážce. Častěji jsou ale postiženy rozmnožovací chovy masného typu (RCHM) mezi 24. až 52. týdnem věku, zpravidla v období vrcholící snášky. Pozoruje se snížený příjem krmiva, mírně zvýšená mortalita a lehké respirační příznaky, někdy také pokles snášky o 2-5 %, zhoršená kvalita vaječné skořápky a menší velikost vajec.
U krůt byla infekce ORT pozorována u 2týdenních krůťat, ale mnohem vážnější změny jsou pozorovány podobně jako u kura domácího u starších (> 14 týdnů) a chovných krůt.
Infekce u 2týdenních krůťat se projevuje respiračními příznaky, výtokem z nosu, otokem tváří a zduřením podočnicových dutin. Ptáci jsou neteční, mají načepýřené peří, snížený příjem krmiva i vody a zvýšenou mortalitu. U starších krůt je často jediným příznakem náhlé zvýšení úhynů anebo krátce před úhynem se objevuje netečnost, cyanóza, dyspnoe a vykašlávání krví zbarveného hlenu. V chovném hejnu může dojít k mírnému snížení snášky o 2-5 %. Septický průběh nemoci je sporadický a může připomínat choleru. Při postižení kloubů křídel a končetin (zpravidla krůty nad 10 týdnů věku) se pozorují pohybové potíže.

## Diagnostika
Onemocnění lze diagnostikovat pouze na základě izolace a identifikace původce. Pro sérologické vyšetření se používá imunodifuze nebo ELISA.
Diferenciální diagnostika. U krůt je důležité odlišit podobně probíhající respirační onemocnění, jako jsou bordetelóza a pneumovirová rhinotracheitida (u kura syndrom oteklé hlavy); při akutním průběhu ornithobakteriózy pak zejména choleru. Diagnózu mohou také komplikovat bakterie vyvolávající serozitidy (E. coli, Riemerella anatipestifer nebo Chlamydophila psittaci).

## Terapie a prevence
K léčbě se používají účinné antimikrobiální látky. Citlivost Ornithobacterium rhinotracheale se liší geograficky, např. izoláty v Evropě vykazují mnohem širší rezistenci než izoláty z USA. Používání vakcín je zatím ve stadiu vývoje. V Izraeli se úspěšně používá autogenní inaktivovaná olejová vakcína.
Informace i biologických vlastnostech i epizootologii Ornithobacterium sp. jsou zatím omezené, proto prevence vychází z obvyklých veterinárních i zoohygienických opatření, kterými se zabraňuje zavlečení infekce do chovu i jeho šíření.